# 224 a.C.

## Eventos
- Tito Mânlio Torquato, pela segunda vez, e Quinto Fúlvio Flaco, pela segunda vez, cônsules romanos.
- Lúcio Cecílio Metelo é nomeado ditador e escolhe Numério Fábio Buteão como seu mestre da cavalaria.
- Continua a guerra na Gália Cisalpina. Roma ultrapassa pela primeira vez o rio Pó.
- 224a olimpíada: Ioledas de Argos, vencedor do estádio.[1]